# MoonRise Romance
「MoonRise Romance」（ムーンライズ・ロマンス）は、麻生夏子の楽曲。こだまさおりが作詞、山田祐輔が作曲を手掛けた。麻生の13枚目かつ歌手活動休止前最後のシングルとして2013年11月27日にLantisから発売された。規格品番はLACM-14157。麻生のシングルとしては前作「Never Ending Voyage」から4か月ぶりのリリースとなる。

## 音楽性
本曲は、テレビアニメ『ワルキューレ ロマンツェ』のエンディングテーマに起用された。
タイトルからも分かるように月と恋をテーマとした曲で、麻生が日本の各地で聞いた祭りの由来に月が関係していることと『ワルキューレ ロマンツェ』が恋愛シミュレーションゲームを原作としたアニメであることから、両者を組み合わせて「夏子史上一番ロマンティックな曲」にするよう依頼したという。そのため、作詞を手掛けたこだまさおりの妄想がふんだんに盛り込まれている。ちなみに、レコーディングでは自身のビジョンが明確であったため、比較的早く終わったという。

## シングル収録内容
| #         | タイトル                                                                        | 作詞         | 作曲      | 編曲                                    | 時間  |
| --------- | ------------------------------------------------------------------------------- | ------------ | --------- | --------------------------------------- | ----- |
| 1.        | 「MoonRise Romance」(テレビアニメ『ワルキューレ ロマンツェ』エンディングテーマ) | こだまさおり | 山田祐輔  | 山田祐輔 川本新（ストリングスアレンジ） | 4:41  |
| 2.        | 「私色クローズ」                                                                | 麻生夏子     | 藤井丈司  | 藤井丈司                                | 4:14  |
| 3.        | 「MoonRise Romance（Instrumental）」                                            |              |           |                                         | 4:40  |
| 4.        | 「私色クローズ（Instrumental）」                                                |              |           |                                         | 4:11  |
| 合計時間: | 合計時間:                                                                       | 合計時間:    | 合計時間: | 合計時間:                               | 17:48 |